# Luis Alberto Sarquis
Luis Alberto Sarquis Cuquejo (Encarnación, 7 de diciembre de 1955) es un político paraguayo y exlegislador de la República del Paraguay, cargo que asumió el 30 de junio de 2008, tras los comicios generales del 20 de abril de 2008.

## Carrera política
De profesión arquitecto, proviene del sector privado del gremio de la construcción, afiliado a la Asociación Nacional Republicana-Partido Colorado (ANR-PC) desde el año 1975, inicialmente conformó los espacios juveniles de la ANR en su ciudad, posteriormente accede como miembro de seccional y en el año 2006 como presidente de la seccional N.º 165 Dr. Juan León Mallorquín de Encarnación, que es la de mayor caudal electoral partidario del Paraguay contando con aproximadamente 30 000 afiliados a la misma (2008), entre sus obras de gobierno partidario se destacan las mejoras sustanciales en lo referente a instalaciones, estructuras administrativas y asistencia a los afiliados a la ANR.
Fue elegido diputado nacional para el periodo 2008-2013 por el Partido Colorado en representación del Departamento de Itapúa, siendo el líder de la bancada "B" de dicho partido. Participó las comisiones asesoras de Obras Públicas, de Relaciones Exteriores, de Seguimiento al Plan de Terminación de Yacyretá y en la Comisión Bicameral de Presupuesto de la Cámara de Diputados.
Es miembro de la Honorable Junta de Gobierno de la Asociación Nacional Republicana.